# Pelochares orientalis
Pelochares orientalis är en skalbaggsart som först beskrevs av Victor Ivanovitsch Motschulsky 1861.  Pelochares orientalis ingår i släktet Pelochares och familjen lerstrandbaggar. Inga underarter finns listade i Catalogue of Life.